# إميل ساندوي
إميل ساندوي (بالرومانية: Emil Săndoi)‏ (مواليد 1 مارس 1965) هو لاعب كرة قدم. يلعب مع منتخب رومانيا لكرة القدم. سبق له أن لعب في كأس العالم لكرة القدم مع منتخب بلاده.

## مسيرته الكروية
لعب إميل ساندوي خلال مسيرته الاحترافية مع 3 أندية في سبعة عشر موسمًا وسجل خلالها 51 هدفًا ضمن 380 مباراة. حيث فاز في موسمين بالكأس وفي موسم واحد بالدوري.
خاض إميل ساندوي مسيرته مع نادي يونيفرسيتاتيا كرايوفا في موسم 1983–84 في المرة الأولى ليلعب معه اثنا عشر موسمًا ثم في موسم 1997–98 ولمدة موسمين، مشاركًا طوالها في 308 مباراة سجل خلالها 45 هدفًا. ثم انتقل إلى نادي أنجيه في موسم 1995–96 لمدة موسم واحد، حيث شارك في 30 مباراة سجل خلالها هدفين. لينتقل بعدها إلى أرغيس بيتيشت ‏ في موسم 1996–97 ولمدة موسمين، مشاركًا في 42 مباراة سجل خلالها 4 أهداف.

## روابط خارجية
- إميل ساندوي على موقع قاعدة بيانات كرة القدم.إي يو (الإنجليزية)
- إميل ساندوي على موقع ناشيونال فوتبول تيمز (الإنجليزية)